# El Tamarindo, Ayutla de los Libres
El Tamarindo är en ort i Mexiko.   Den ligger i kommunen Ayutla de los Libres och delstaten Guerrero, i den södra delen av landet, 270 km söder om huvudstaden Mexico City. El Tamarindo ligger 442 meter över havet och antalet invånare är 483.
Terrängen runt El Tamarindo är huvudsakligen kuperad, men åt sydväst är den platt. Runt El Tamarindo är det ganska tätbefolkat, med 58 invånare per kvadratkilometer. Närmaste större samhälle är Ayutla de los Libres, 5,4 km söder om El Tamarindo. Omgivningarna runt El Tamarindo är en mosaik av jordbruksmark och naturlig växtlighet.